# Seediq
 (juin 2022).
Le seediq (ou sediq, taroko, truku) est une langue austronésienne de la branche des langues formosanes parlée dans le Nord-Est de Taïwan.

## Dialectes
Le seediq ne possède pas de nom qui lui soit propre. Les locuteurs utilisent, pour désigner la langue, le nom de leur dialecte. Ceux-ci sont au nombre de trois. Le teruku (ou truku) est parlé dans la préfecture de Hualian. C'est la communauté la plus nombreuse, avec 20 000 personnes sur un total de 25 000 Seedeq[réf. nécessaire]. Le nom de taroko est le terme utilisé en amis. Les autres variétés, le te’uda (ou tuuda) et le tekedaya (ou tkdaya, paran) se trouvent dans le comté de Nantou. Ils se différencient surtout par leur phonologie et leur vocabulaire.
Le terme de seediq, en tekedaya, ou se’diq, en teruku, signifie « humain ». Le nombre de locuteurs n'est pas connu, mais les Seedeq de moins de vingt ans ne parlent, le plus souvent,  pas la langue.

## Phonologie
Les tableaux présentent les phonèmes du dialecte teruku du seediq.

### Voyelles
|         | Antérieure | Centrale | Postérieure |
| ------- | ---------- | -------- | ----------- |
| Fermée  | i [i]      |          | u [u]       |
| Ouverte | e [e]      | e [ə]    | o [o]       |
| Ouverte |            | a [a]    |             |

### Consonnes
|              |              | Bilabiales | Alvéolaires | Alvéolaires | Vélaires | Uvulaires | Glottales |
| ------------ | ------------ | ---------- | ----------- | ----------- | -------- | --------- | --------- |
| Centrales    | Latérales    | Bilabiales |             |             | Vélaires | Uvulaires | Glottales |
| Occlusives   | Sourde       | p [p]      | t [t]       |             | k [k]    | q [q]     |           |
| Occlusives   | Sonore       | b [b]      | d [d]       |             |          | g [g]     |           |
| Fricative    | Fricative    |            | s [s]       |             |          | x [x]     | h [h]     |
| Affriquée    | Affriquée    |            | ʦ [ts]      |             |          |           |           |
| Nasale       | Nasale       | m [m]      | n [n]       |             | ŋ [ŋ]    |           |           |
| Liquide      | Liquide      |            | r [r]       | l [l]       |          |           |           |
| Semi-voyelle | Semi-voyelle | w [w]      |             |             | j [j]    |           |           |